# Porte de Bagnolet metróállomás
A Porte de Bagnolet egy metróállomás Franciaországban, Párizsban a párizsi metró 3-as metróvonalán. Tulajdonosa és üzemeltetője a RATP.

## Metróvonalak
Az állomást az alábbi metróvonalak érintik:
- 3-as metróvonal

## Kapcsolódó állomások
A metróállomáshoz az alábbi állomások vannak a legközelebb:
- Gambetta (Pont de Levallois - Bécon, 3-as metróvonal)
- Gallieni (Gallieni, 3-as metróvonal)